# الشركة التونسية للسكر
الشركة التونسية للسكر هي شركة خفية الاسم من أقدم الشركات التونسية إذ يعود تأسيسها إلى 29 جويلية 1960. تهتم هذه الشركة بتكرير السكر من خلال معمل السكر بباجة. يبلغ رأسمالها 3.4 مليون دينار. وطبقا لأرقام منتصف عام 2006 تشغل الشركة 481 عاملا من بينهم 218 قارين والبقية بين وقتيين (260) ومتعاقدين (3). في عام 2006 احتلت المرتبة 57 في تونس ضمن أهم الشركات التونسية من حيث رقم المعاملات. عرضت للخوصصة في عام 2009 .

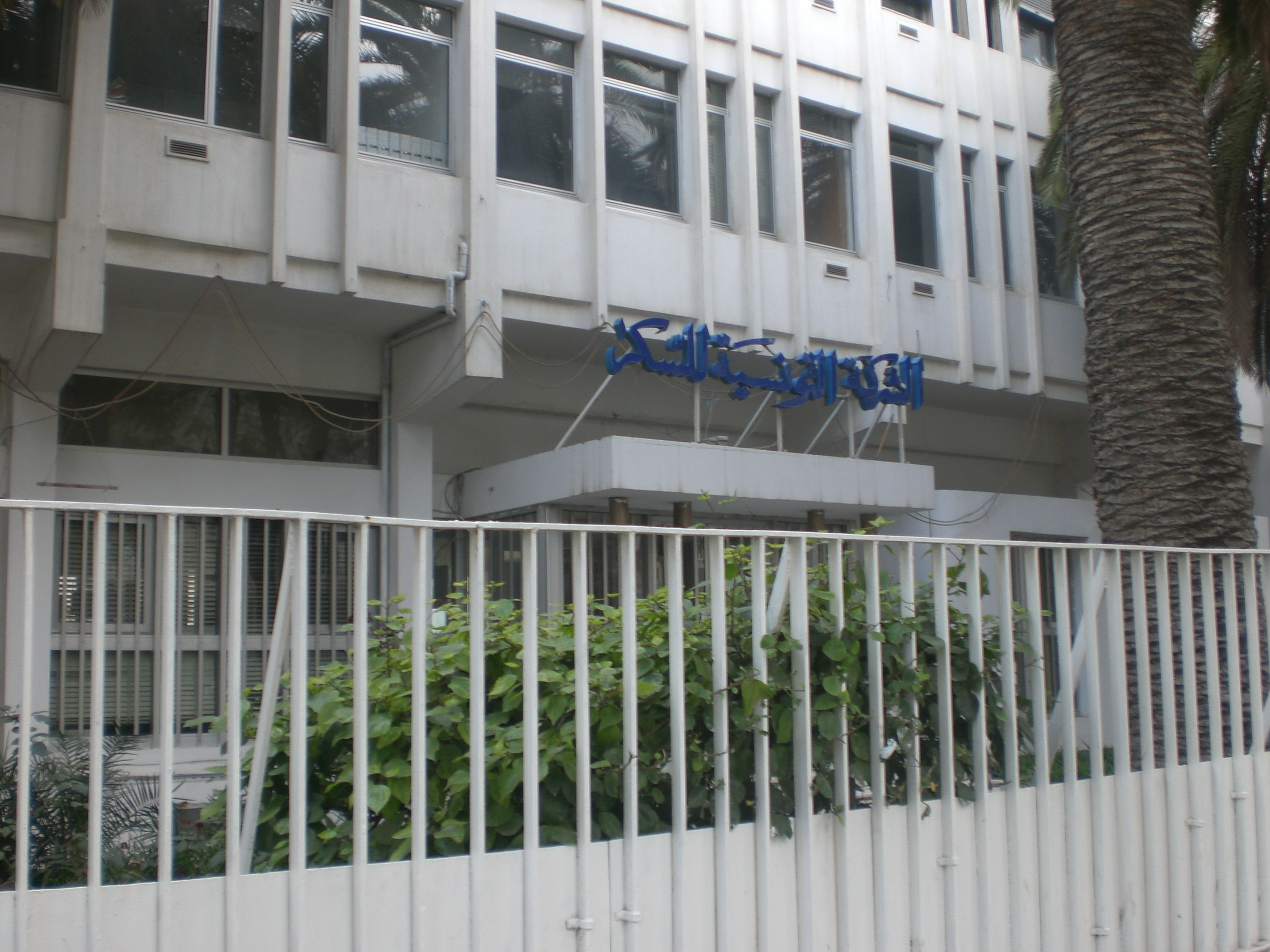
مقر الشركة التونسية للسكر